# Васюков, Борис Ионович
Борис Ионович Васюков (18 марта 1919, Рязанская губерния — 15 января 1987) — советский самбист, чемпион и призёр чемпионатов СССР, мастер спорта СССР. Судья всесоюзной категории (1958).

## Биография
Выпускник ГЦОЛИФК 1950 года.
Выступал за клубы «Крылья Советов» (Москва) и «Динамо» (Москва). Семь раз становился чемпионом Москвы.
С 1950 года вёл тренерскую и преподавательскую работу в вузах МВД, пограничных войск, КГБ.
Был главным судьёй чемпионатов СССР 1958 и 1963 годов.
С 1969 года и до пенсии — ведущий специалист на спецкафедре КУОС КГБ.

## Спортивные результаты
- Чемпионат СССР по самбо 1940 года — ;
- Чемпионат СССР по самбо 1947 года — ;
- Чемпионат СССР по самбо 1948 года — ;
- Чемпионат СССР по самбо 1949 года — ;